# 脊條摺蝦蛄
脊條摺蝦蛄（学名：Lophosquilla costata）为蝦蛄科摺蝦蛄屬下的一个种。